# Мубарекский район
Мубарекский район (узб. Muborak tumani / Муборак тумани) — административная единица в Кашкадарьинской области Узбекистана. Административный центр — город Мубарек. Район был образован в 1978 году.

## Административно-территориальное деление
По состоянию на 1 января 2011 года, в состав района входят:
- Город районного подчинения

1. Мубарек.

- 5 городских посёлков:

1. Каракум,
2. Карлик,
3. Китай,
4. Кухна Шахар,
5. Шайх.

- 4 сельских схода граждан:

1. Каракум,
2. Карлик,
3. Мубарек,
4. Сарик.